# Deutsche Malerei
Deutsche Malerei ist eine Briefmarkenserie der Bundesrepublik Deutschland. Sie löste 2005 die Serie Deutsche Malerei des 20. Jahrhunderts ab. Bisher ist jedes Jahr, mit Ausnahme des Jahres 2008, in dem das erste Motiv als selbstklebende Variante herausgegeben wurde, ein neues Markenmotiv erschienen. Die Entwürfe der Serie stammen von Werner Hans Schmidt. 
Die Marken werden im Mehrfarben-Offsetdruck mit einer Größe von 35 × 35 Millimeter als Zehnerbogen (fünf Postwertzeichen nebeneinander, zwei untereinander) in der Bundesdruckerei in Berlin gedruckt. Für die Herstellung der Briefmarken wird das gestrichene, weiße sowie fluoreszierende Postwertzeichenpapier DP 2 benutzt.
Die Marken weisen keinen einheitlichen Portowert auf. Die Werte der bisherigen Marken schwanken zwischen 45, 55, 145, 240 und 260 Eurocent.
| Sondermarken |                                                                                   |                   |                   |                                  |                     |            |
| Bild         | Beschreibung                                                                      | Werte in Eurocent | Ausgabe- datum    | Auflage                          | Entwurf             | Mi.-Nr.    |
|              | - Kölner Gemälde um 1350                                                          | 55                | 3. Januar 2005    | 10.500.000 davon 125.000 auf ETB | Werner Hans Schmidt | 2437       |
|              | - Albrecht Dürer: Selbstbildnis                                                   | 145               | 13. April 2006    | 17.500.000 davon 125.000 auf ETB | Werner Hans Schmidt | 2531       |
|              | - Adam Elsheimer: Die Ausgrabung der Kreuze                                       | 55                | 1. März 2007      | 6.500.000 davon 105.000 auf ETB  | Werner Hans Schmidt | 2591       |
|              | - Kölner Gemälde um 1350 selbstklebend aus Markenheftchen                         | 55                | 11. November 2008 | 45.000.000                       | Werner Hans Schmidt | 2701 MH 76 |
|              | - Georg Flegel: Stillleben mit Käse und Kirschen                                  | 45                | 8. Oktober 2009   | 6.400.000 davon 85.000 auf ETB   | Werner Hans Schmidt | 2761       |
|              | - Angelika Kauffmann: Die verlassene Ariadne                                      | 260               | 11. März 2010     | 4.520.000 davon 74.000 auf ETB   | Werner Hans Schmidt | 2785       |
|              | - Caspar David Friedrich: Der Wanderer über dem Nebelmeer                         | 55                | 3. Januar 2011    | 6.900.000 davon 67.500 auf ETB   | Werner Hans Schmidt | 2840       |
|              | - Caspar David Friedrich: Der Wanderer über dem Nebelmeer selbstklebend aus Rolle | 55                | 5. Mai 2011       | 471.080.000                      | Werner Hans Schmidt | 2869       |
|              | - Adolph Menzel: Das Balkonzimmer                                                 | 260               | 14. Juni 2012     | 7.650.000 davon 60.200 auf ETB   | Werner Hans Schmidt | 2937       |
|              | - Max Liebermann: Die Rasenbleiche                                                | 240               | 2. Januar 2013    | 8.450.000 davon 54.500 auf ETB   | Werner Hans Schmidt | 2974       |
|              | - Max Liebermann: Die Rasenbleiche selbstklebend aus Markenheftchen               | 240               | 2. Januar 2013    | 70.000.000 davon 54.500 auf ETB  | Werner Hans Schmidt | 2979 MH 92 |